# عبد الحميد الحديدي
عبد الحميد فهمي الحديدي (30 ديسمبر 1909 - 18 يونيو 1979) هو رئيس الإذاعة المصرية سابقاً، وأحد رواد الرعيل الأول الذي أسسوا الإذاعة المصرية.

## حياته ونشأته
عبدالحميد الحديد من مواليد 30 ديسمبر 1909، حصل على ليسانس الآداب قسم الجغرافيا من جامعة القاهرة سنة 1931، وحصل على دبلومة الصحافة قسم تحرير ونشر سنة 1942، توفي في 18 يونيو 1979.

## مسيرته[2]
- عمل مدرسًا للغة العربية بمدرسة الإبراهيمية الثانوية بطنطا ولم يستمر في العمل والتحق بإحدى وظائف مجلس النواب عام 1933.
- عمل بوزارة الصحة لمدة عامين إلى أن استقال.
- عين بالإذاعة المصرية مذيعًا في عام 1936 ثم عين مترجمًا بقسم الأخبار بالإذاعة عام 1940 لإجادته أكثر من لغة إلى أن أصبح رئيسًا لقسم الأخبار بالإذاعة عام 1947.[3]
- عين مديرًا للأخبار العربية والأجنبية في 1 يناير 1948، ثم مراقبًا عامًا للبرامج الأجنبية والمحلية في يوليو 1952.[4]
- عين وكيلاً للإذاعة لشؤون البرامج الأجنبية يوليو عام 1957.[5]
- توالى رئاسة الإذاعة المصرية من2 مايو 1966 إلى 30 ديسمبر 1969.
- عين بعد ذلك رئيسًا لمجلس إدارة "هيئة الإذاعة" في نفس العام، واستمر في ممارسة العمل الإذاعي حتى بلوغه سن المعاش في 30 ديسمبر 1969.بعد بلوغه سن المعاش تقرر تعيينه مستشارًا فنيًا في وزارة الإرشاد القومي ثم عضو بالمجلس الأعلى للإذاعة والتلفزيون فأمينًا عامًا للمجلس الأعلى للإذاعة والتلفزيون.
- كان صاحب فكرة إنشاء معهد التدريب الإذاعى التي عاد بها بعد زيارته للإذاعة البريطانية واختلاطه بالمسؤولين والمذيعين فيها.
- استثمر زيارته لمعظم الدول العربية والأجنبية في معرفة مدى ما وصلت إليه تلك الدول من تطور في المجال الإعلامي ونقله للإذاعة المصرية.[6]
- درّس مادة الصحافة الإذاعية بكلية الإعلام جامعة القاهرة.

## اسهامات
تلقى أمر ببث غنية عاطفية مع بداية الإرسال الخاص بإذاعة فلسطين في 21 أكتوبر 1967، وبعد انتهاء بث الفترة المخصصة لإذاعة صوت العرب، ورفض تمامًا تنفيذ الأمر، بسبب استحالة بدء بث أي إرسال إذاعي إلا بعد إذاعة قراءة للقرآن ، وسرعان ما تلقى اتصالًا من الرئيس جمال عبد الناصر لتنفيذ الطلب، دخل عبد الحميد استوديو إذاعة فلسطين وأشرف على إذاعة جزء من أغنية بين شطين ومياه للفنان محمد قنديل، واستمرات أقل من نصف دقيقة وبعد ذلك قطع بثه وبدء القرآن الكريم مع بداية إرسال إذاعة فلسطين، لأن الاغنية تمثل الكلمة السرية لتنفيذ العملية إيلات.

## جوائز
- وسام الاستحقاق من الطبقة الرابعة في عام 1955.
- وسام فينكس من طبقة ضباط الحكومة اليونانية في 5 مايو 1958.
- وسام الاستحقاق من الطبقة الثانية في 23 يوليو 1977.